# Gimbal
|  | Per a altres significats, vegeu «suspensió de Cardan». |

Gimbal és un despoblat al comtat de Butte (Califòrnia) a dues milles (3,2 km) al sud/sud-est de Nord a la línia de ferrocarril de la Southern Pacific.